# کارل کروتسبرگ
کارل کروتسبرگ (انگلیسی: Karl Kreutzberg; ۱۵ فوریهٔ ۱۹۱۲ – ۱۳ اوت ۱۹۷۷) بازیکن هندبال اهل آلمان بود.